# 住江製作所・フライングフェザー
フライングフェザー（Flying Feather）は、日本の車体メーカーである住江製作所（すみのえせいさくしょ。現・住江工業）が1950年代中期に少数を製造・販売した軽自動車である。
合理性を求め、徹底的に無駄を省いた簡易設計の軽乗用車として設計されたが、設計やデザインが時流に則さず、メーカー側の企業体力の乏しさもあって少量生産に終わった。

## 車名
車名は軽量化を目指したコンセプトから「羽根のように軽い」ことを企図して命名されたもので、車名にメーカー名を冠さず、単に「フライングフェザー」と呼ばれることが多い。メーカー側のカタログや資料などでは「F/F」と略した表記もされた。

## 概説
住江製作所は、大手織物メーカーの住江織物が太平洋戦争中に設立した子会社である。後に住江木工が設立の上同社より独立し現在の住江工業になった。なお住江織物との資本関係は独立の際に断たれており、住江工業は現在は親会社が存在しない。
第二次世界大戦終了以降は、日産自動車の小型車ダットサンのボディ製造を手がけていた。この会社が自ら自動車開発に進出した動機には、日産自動車出身の専務・富谷龍一が関わっている。
富谷は戦後の早い時期から超小型大衆車の構想を抱いており、その着想は軽自動車規格が制定される以前の1948年にまでさかのぼるという。彼はヨーロッパの超小型車などの影響も受け、ダットサンよりも更に小型の、日本の国情に合致した超小型車の開発を企画した。
開発は富谷と志村実を中心としたチームによって1950年から開始されていた。開発期間中には軽自動車規格が制定され、更に四輪自動車に適した方向へと規格改定が進んだことから、これに沿ったクラスでの開発がなされた。富谷は性能向上のために軽量化を重視し、「フライングフェザー」(F/F)の愛称も、このコンセプトに沿って命名された。
1951年以降、試作車が年1台のペースで製作され、試行錯誤による改良を経て1954年4月に発表、1955年3月に販売が開始された。当時の法規制では運転免許証が不要でありながら1954年9月に改定された道路交通法に適合しており、発売当時の価格は30万円だったが、すぐ38万円に値上げされた。
四輪独立懸架や、無駄を省いて簡素化された構造に対しては、自動車専門家の間から評価する声もあったが、前輪ブレーキがないなどの行き過ぎた簡易化や、あまりにも簡素すぎる装備・デザインなどは商品性に欠け、市場から受け入れられるには至らなかった。またメーカー側にも経営面で余裕がなく、1956年には生産中止となった。諸説あるが、市販型の生産台数はわずか200台ほどにとどまったという 。
富谷は後に日本初のFRP製モノコックボディを備えた斬新なキャビンスクーター「富士自動車・フジキャビン」（1957年）の開発も手がけているが、これもまた技術的・商業的に失敗作に終わった。

## 構造
並列2座・幌付、シャーシとボディを別体としたリアエンジン・リアドライブ方式の超小型車である。

### シャーシ構造
シャーシは、古い時代の自動車らしく梯子形フレームを用いている。ただし、構造は極力簡略化され、コの字型断面の薄い鋼材を用いて最小限の部材で構成した。
サスペンションはそれなりに進歩的であった。前後輪とも横置きリーフスプリングを用いた独立懸架とし、操縦性や乗り心地に配慮していたのである。フロントは三枚重ね一段、リアは三枚重ね二段としている。一方、ブレーキは前輪側にはなく後2輪だけに効く機械式ドラムブレーキという、1920年代以前の自動車並みの貧相さであった。軽量車なのでこれでも制動は可能という考え方であったようだが、小型自動車でも四輪油圧ブレーキが常識化しつつあった当時、時代遅れなのは否定できなかった。
タイヤはシトロエン・2CV同様に、細く、直径の大きなタイヤを使うことで転がり抵抗低減とバネ下重量軽減を狙った。しかし日本では、シトロエンのように4輪車用の良質な軽量タイヤ（たとえばシトロエン・2CVにはミシュラン製のラジアルタイヤがその初期から供給された）を得ることは叶わず、試作時にはリヤカー用のタイヤが使われ、量産型ではオートバイ流用のワイヤースポークリムにやはりオートバイ用の19インチタイヤが用いられた。ステアリングシステムはボール・ジョイント式である。
エンジンは半球形燃焼室を持つ空冷4ストローク・90°V型2気筒OHV・350cc、圧縮比6.0で、当時の三國商工がライセンス生産し、オートバイやオート三輪用に多用された英国「アマル」タイプのキャブレターを装備、最高出力12.5仏馬力/4,500rpm、最大トルク2.2Kgm/2,500rpmであった。住江自社製エンジンであるが、ピストンなどのパーツには、4気筒でほぼ2倍の排気量があったダットサン・エンジンのパーツを流用した（4気筒を2気筒に減らし、シリンダーのストロークを若干変えれば、軽自動車規格の排気量が得られたのである）。また3段マニュアル式変速機のギアなどにもダットサンのパーツが利用され、ファイナルギアにはウォームギアを用いていた。
このような大手メーカー製品の部品流用や、バイク、リヤカーなどの汎用部品利用によるコストダウンは、当時多数存在した中小零細メーカー製のオートバイやオート三輪にはよく見られたことである。これは前時代的な生産体制の裏返しでもあった。
なお、電装系の補機類の多くには同時期の日産車同様に日立製作所製部品を用いている。当時一般的だった6V電装仕様であった。

### ボディ構造
薄鋼板を用いて手叩きのハンドメイドで製作された2座の幌付オープンボディである。独立したシャーシを備え、強度をボディに依存しない構造であったことから、ボディ製作自体は軽量化と簡素化のみを企図したハンドメイドで済まされた。
装飾を徹底的に省略した外観は、極めて合理主義的だったが、ヨーロッパで1920年代に多く作られた簡易小型車「サイクルカー」の類と大差ないレベルだったことも否めない。製造は多分に現物合わせ的な傾向が強く、大量生産された自動車と違って、個々の完成車には細部の仕様違いが多数存在している。
試作車は外付けヘッドライトやサイクルフェンダーなどが用いられていたが、量産型はヘッドライト埋め込み、フェンダーをボンネットと一体とする形態に変更された。一般的な自動車ではラジエーターグリルとなる部分は単なる蓋となり、スペアタイヤ等の収納スペースへのアクセスに用いられる。
幌の固定は前部は鋲留めで、巻き取りしてタルガトップ（Tバールーフ）状態とすることも可能であった。ワイパーは最低限の1本式で、フロント窓ガラスの両枠（Aピラー）には、当時まだ広く用いられていた腕木式ウインカーを装備。サイドウインドーはレギュレーターによる一般的な昇降式ではなく、下部が外側に開く簡易な構造であった。ブレーキランプは1950年代初頭までのダットサン同様、ナンバー灯を兼ねた中央一灯式のシンプルな仕様である。
内装もまた極めて簡素であった。シートはシトロエン・2CVを参考にしたパイプ構造のシートである。親会社が織物メーカーであるためか、生地はタータンチェックの西陣織であった。ヒーターやラジオなどの特別な装備は、一切備えられなかった。

## フライングフェザーについて記述のある文献

### 漫画
- 「三丁目の夕日」シリーズ（作：西岸良平、小学館） 「マイカー時代」（単行本 第19巻「幸せの風景」収録） - 主要キャラクターの一人である星野六郎が、ごく短期間に所有（車両盗難にあった為）。ただし往江製作所と誤植されている。

### 書籍
- 『国産車100年の軌跡』－モーターファン別冊－三栄書房
- 『間違いだらけのクルマ選び』－徳大寺有恒－'01年版下期－草思社